# André Klotzel
André Klotzel (São Paulo, 1954) é um diretor, roteirista, produtor e editor cinematográfico brasileiro. Estudou cinema na Universidade de São Paulo e trabalhou em mais de uma dezena de longas e muitos curta-metragens antes de dirigir seu primeiro filme, A Marvada Carne. 
Em 1983, fundou com alguns colegas a produtora Superfilmes, da qual foi sócio até 2001. Hoje tem a produtora Brás Filmes.

## Diretor
Longa-Metragem
- Reflexões de um Liquidificador (2010)
- Memórias póstumas (2001)
  - 5 prêmios no Festival de Gramado.
  - Participou na mostra oficial do Festival de Berlim - Panorama e mais de 10 outros festivais internacionais.
- Capitalismo selvagem (1993)
  - Financiado com apoio da ZDF-German Television/Das Kleine Fernsehspiel e Ministère de la Culture de France/ Fond Sud.
  - Participou de  7 festivais internacionais.
- A marvada carne (1985)
  - 11 prêmios no Festival de Gramado.
  - Participou em Cannes da “Semana da Crítica” e de mais 20 festivais internacionais.
  - 1.200.000 espectadores em salas de cinema no Brasil.
  - Distribuído em cinema, vídeo e televisão para 15 países.

Curta-Metragem
- Eva (1975)
- Os Deuses da Era Moderna (1977)
- Gaviões (1981)
- No Tempo da II Guerra (1991)
- Jaguadarte (1994)
- Brevísima Historia das Gentes de Santos (1996)

Vídeo
- Brasil+500 mostra do Redescobrimento (2000) - Série de TV
- O Petróleo é Nosso (2004)
- Bom Retiro (2006)
- De Olaria a Helsinque (2012)

## Roteirista
- Memorias póstumas (2001)
- Capitalismo Selvagem (1993)
- A Marvada Carne (1985)
- Janete (1983)

## Produtor
- Memórias póstumas (2001)
- Capitalismo Selvagem (1993)
- Anjos da Noite (1987)

## Montador
- Memórias póstumas (2001)
- Brevíssima História das Gentes de Santos